# Elano
Elano Ralph Blumer  (n. 14 iunie 1981) este un jucător de fotbal brazilian, care joacă pentru Santos și pentru naționala Braziliei.

## Palmares

### Club
- Santos
  - Campeonato Brasileiro: 2002, 2004

- Shakhtar Donetsk
  - Campionatul Ucrainei: 2005, 2006
  - Supercupa Ucrainei: 2005

### Țara
- Brazilia
  - Copa América: 2007
  - Cupa Confederațiilor FIFA: 2009